# Katsushi Kurihara
Katsushi Kurihara (jap. 栗原 克志 Kurihara Katsushi; ur. 29 lipca 1977) – japoński piłkarz występujący na pozycji obrońcy.

## Kariera klubowa
Od 1996 do 1999 roku występował w klubie JEF United Ichihara.